# Agrupament d'Esbarts Dansaires
L'Agrupament d'Esbarts Dansaires és una associació que s'ocupa en dignificar i divulgar la dansa catalana a través dels esbarts dansaires.
Va néixer el 19 de maig de 1985 a partir del Primer Congrés de Cultura Popular i Tradicional realitzat a Manresa i convocat pel Centre de Promoció Cultural de la Generalitat de Catalunya. Aquesta associació ofereix assessorament tècnic i cursos de direcció i de dansa, publica periòdicament llistes de danses, organitza trobades dels esbarts i promou la creació de noves danses basades en les formes tradicionals. Actualment compta amb unes 140 entitats associades.
Col·laboradora del Centre de Promoció de la Cultura Popular i Tradicional Catalana depenent del Departament de Cultura de la Generalitat de Catalunya, també ho és de l'Obra del Ballet Popular. L'any 2002 fou guardonada amb el Premi Nacional de Cultura Popular concedit per la Generalitat de Catalunya.